# 馬吉 (紐約州)
馬吉（英語：Magee）是位於美國紐約州塞尼卡縣的非建制地區。

## 歷史
馬吉的郵局於1862年設立，其後於1903年停運。

## 地理
馬吉所處的海拔為高於海平面157米（即515英呎），而該地所採用的時區為UTC-5，即北美东部时区（EST）。同時該地設有夏令時間，為UTC-5調快一小時，即UTC-4（EDT）。